# ヴァレード
ヴァレード（伊: Varedo）は、イタリア共和国ロンバルディア州モンツァ・エ・ブリアンツァ県にある、人口約14,000人の基礎自治体（コムーネ）。

## 地理

### 位置・広がり

#### 隣接コムーネ
隣接するコムーネは以下の通り。括弧内のMIはミラノ県所属を示す。
- ボヴィージオ＝マシャーゴ
- デージオ
- リンビアーテ
- ノーヴァ・ミラネーゼ
- パデルノ・ドゥニャーノ (MI)

### 気候分類・地震分類
気候分類では、zona E, 2404 GGに分類される。
また、イタリアの地震リスク階級 (it) では、zona 4 (sismicità molto bassa) に分類される。

## 姉妹都市
- Champagnole、フランス 2000年